# Rajd Kormoran 1984
Rajd Kormoran 1984 – 12. edycja Rajdu Kormoran. Był to rajd samochodowy rozgrywany od 12 do 13 października 1984 roku. Była to czwarta runda Rajdowych Samochodowych Mistrzostw Polski w roku 1984. Rajd składał się z piętnastu odcinków specjalnych. Został rozegrany na nawierzchni asfaltowej i szutrowej. 
Zwycięzcą został Andrzej Koper.

## Wyniki końcowe rajdu[1][2]
| Miejsce | Kierowca            | Pilot                     | Samochód               | Czas    | Strata | Grupa Klasa |
| ------- | ------------------- | ------------------------- | ---------------------- | ------- | ------ | ----------- |
| 1       | Andrzej Koper       | Jacek Lewandowski         | Renault 5 Alpine       | 1:38:58 | -      | B-1600      |
| 2       | Błażej Krupa        | Piotr Mystkowski          | Renault 11 Turbo       | 1:39:09 | +0:11  | GEN         |
| 3       | Paweł Przybylski    | Piotr Perłowski           | FSO 1600               | 1:44:03 | +5:05  | A-FSO       |
| 4       | Marian Bublewicz    | Ryszard Żyszkowski        | FSO Polonez 2000 Turbo | 1:45:15 | +6:17  | B+1600      |
| 5       | Grzegorz Malinowski | Mirosław Szulc            | FSO 1600 A             | 1:47:35 | +8:37  | A-FSO       |
| 6       | Marek Sadowski      | Michał Broniatowski       | FSO 1600               | 1:48:13 | +9:15  | A-FSO       |
| 7       | Tadeusz Buksowicz   | Romuald Zbigniew Kabulski | FSO Polonez 1600       | 1:51:52 | +12:54 | A-FSO       |
| 8       | Dariusz Poletyło    | Tomasz Szostak            | FSO 1500               | 1:52:03 | +13:05 | N-1600      |
| 9       | Andrzej Witkowicz   | Marek Oziębło             | Ford Escort RS1600i    | 1:52:14 | +13:16 | N-1600      |
| 10      | Mariusz Kostrzak    | Paweł Klaman              | Lada VAZ 2105 MTX      | 1:55:22 | +16:24 | B-1600      |